# Union Federal Party
De Union Federal Party (UFP, Afrikaans: Verenigde Federale Party) was een politieke partij in Zuid-Afrika die in 1953 werd opgericht en een bescheiden aanhang kende onder Engelstalige blanken in Natal. De partij was tegen apartheid en liberaal georiënteerd.

## Geschiedenis
De UFP ontstond in 1953 uit de Verenigde Party (VP). Senator Heaton Nicholls vond het oppositiebeleid van de VP - die in 1953 een verkiezingsnederlaag had geleden - te slap en besloot om die reden uit die partij te stappen en de UFP op te richten. Vrijwel tegelijkertijd vond er nog een scheuring binnen de VP plaats, waaruit de Liberale Party (LP) ontstond.
Nicholls zag zijn partij als een voortzetting van de VP en de Dominion Party (DP) en was voorstander van een federale staat, behoud van de monarchie en de band met het Verenigd Koninkrijk, behoud van het kleurlingenkiesrecht en toekenning van politieke rechten aan zwarte Zuid-Afrikanen. De steun voor de UFP was echter marginaal en de partij verdween vrij snel van het toneel. In 1954 bedankte Nicholls als senator.